# La casa de papel
La casa de papel és una sèrie de televisió espanyola d'atracaments creada per Álex Pina i produïda per Atresmedia en col·laboració amb Vancouver Media. La sèrie narra dos atracaments liderats pel Professor (Álvaro Morte), un en la Fábrica Nacional de Moneda y Timbre i un altre al Banc d'Espanya, des de la perspectiva d'una de les atracadores, Tòquio (Úrsula Corberó). La narració es desenvolupa en temps real i es recolza en flashbacks, salts en el temps, motivacions ocultes dels personatges i un narrador inestable per donar complexitat.
La sèrie es va plantejar inicialment com una sèrie limitada que seria de dues parts i es va presentar per primer cop al III FesTVal de televisió de primavera a Burgos del març de 2017. La seva emissió original va ser de 15 episodis en la cadena espanyola Antena 3 des del 2 de maig de 2017 fins al 23 de novembre de 2017. Netflix va adquirir els drets globals d'streaming a finals d'aquell any. Va retallar la sèrie en 22 episodis més curts i els va estrenar a nivell mundial, començant amb la primera part el 20 de desembre de 2017, seguida de la segona part el 6 d'abril de 2018. L'abril de 2018, Netflix va renovar la sèrie amb un pressupost significativament més gran per a 16 nous episodis en total. La tercera part, amb vuit episodis, es va estrenar el 19 de juliol de 2019. La part 4, també amb vuit episodis, es va estrenar el 3 d'abril de 2020. Aquell mateix dia es va estrenar a Netflix un documental en el qual participen els productors i el repartiment, titulat Money Heist: The Phenomenon. El juliol de 2020, Netflix va renovar la sèrie per a una cinquena i última part, que s'estrenaria en dos volums de cinc episodis el 3 de setembre i el 3 de desembre de 2021, respectivament. Tot i que la major part de sèrie es va rodar a Madrid, també es van filmar parts importants a Panamà, Tailàndia, Itàlia (Florència), Dinamarca i Portugal.
La sèrie ha rebut diversos premis, entre ells el Premi Emmy Internacional a la Millor Sèrie Dramàtica en la 46a edició dels Premis Emmy Internacionals, així com elogis de la crítica per la seva sofisticada trama, els seus drames interpersonals, la seva direcció i per intentar innovar la televisió espanyola. La cançó italiana antifeixista "Bella ciao", que sona diverses vegades al llarg de la sèrie, es va convertir en un èxit de l'estiu a tot Europa en 2018. En 2018, va ser la sèrie de parla no anglesa més vista i una de les sèries més vistes en general a Netflix, tenint especial ressonància entre els espectadors de l'Europa del sud i les regions llatinoamericanes.

## Argument
La sèrie comença amb l'atracament de la Fàbrica Nacional de Moneda i Timbre. Tot l'atracament està planejat pel professor (Álvaro Morte) i els atracadors Tòquio (Úrsula Corberó), Nairobi (Alba Flores), Río (Miguel Herrán), Moscou (Paco Tous), Berlín (Pedro Alonso), Denver (Jaime Lorente), Hèlsinki (Darko Perić) i Oslo (Roberto García). L'atracament, que durarà cinc dies retindrà com a ostatges: els treballadors de la fàbrica i els estudiants del Col·legi Britànic que estaven d'excursió. Els assaltants pretenen guanyar-se el favor de l'opinió pública per poder escapar.

## Repartiment[5]

### Personatges Principals
- Silene Oliveira / Tòquio (parts 1-5), interpretada per Úrsula Corberó.
És la jove narradora de la sèrie, té una relació amb Rio, un personatge molt fort i és molt impulsiva. Per aquest motiu, posarà en risc l'èxit del pla moltes vegades, com en el primer episodi de la sèrie, quan un policia fa malbé Rio i comença a disparar, ferint l'agent. Durant la cinquena part, es revela que el seu nom en clau deriva de quan va viatjar a Tòquio amb el seu xicot René, mort en una baralla després d'un robatori sota els ulls del mateix Tòquio. En el cinquè episodi de la cinquena part, està plena de trets i després decideix sacrificar-se fent explotar les granades que duia, matant així Gandía i els seus companys militars.
- Sergio Marquina / Salvador Martín / El Professor (parts 1-5), interpretat per Álvaro Morte.
És la ment que condueix els lladres al pla. Va dur a terme personalment el cop d’estat a la Casa de la Moneda previst pel seu pare, que va morir en un robatori. S'enamorarà i mantindrà una aventura amb la inspectora Raquel Murillo (després Lisboa). És el germà petit de Berlín.
- Aníbal Cortés / Rio (parts 1-5), interpretat per Miguel Herrán.
És conegut com a programador d’ordinadors, expert en informàtica i alarmes des dels 6 anys. Ell és qui tracta els problemes tècnics durant el robatori. Té una relació amb Tòquio nascuda durant la seva formació a Toledo. És capturat i torturat per la policia al començament de la tercera part, motiu pel qual la banda decideix organitzar el robatori al Banc d’Espanya. Durant aquesta vaga és alliberat a canvi de 40 ostatges.
- Raquel Murillo Fuentes / Lisboa (parts 1-5), interpretada per Itziar Ituño.
 És l’inspectora encarregada de les negociacions amb el professor durant el robatori de Mint. Recentment separada del seu violent marit, comença una relació sentimental amb el professor, donant-li suport en el robatori al Banc d'Espanya, amb el nou nom en clau: Lisboa.
- Agustín Ramos / Moscou (parts 1-2, guest star parts 3-5), interpretat per Paco Tous.
És un lladre conegut i participa amb el seu fill Denver en el robatori de la Casa de Moneda de l’Estat, on, però, perdrà la vida durant un enfrontament amb la policia. Abans de morir, demana perdó al seu fill per haver abandonat la seva dona com a drogodependent, confiant-lo a Mónica.
- Andrés de Fonollosa / Berlin (parts 1-5), interpretat per Pedro Alonso.
El professor el situa al comandament del robatori. És un assassí experimentat amb un marcat sentit de l’honor i té una forta personalitat que sovint li permet mantenir el cap fred en situacions difícils. Al final de la segona part, quan resulta estar malalt terminal, decideix sacrificar-se i ser assassinat per les forces especials, no abans d’haver ordenat a Hèlsinki que explotés el túnel d’escapament, permetent així als seus companys fugir. Torna a aparèixer en diversos flashbacks a partir de la tercera part, en què es descobreix que el cop d’estat al Banc d’Espanya va ser dissenyat per ell junts a Palerm i llegat al professor cinc anys abans del cop a la Casa de Moneda de l’Estat. A la part 5, també sabem que va tenir un fill, Rafael, amb qui va aconseguir diversos èxits. És el germà gran del professor.
- Àgata Jiménez / Nairobi (parts 1-4, guest star part 5), interpretada per Alba Flores.
Coneguda falsificadora des dels 13 anys i traficant de drogues, té un fill no reconegut anomenat Axel al qual li agradaria donar tots els diners obtinguts. Té un caràcter fort, optimista, decisiu i decidit. Durant la quarta part, pregunta al professor si pot donar-li el seu esperma per tornar a tenir un fill, aconseguint un sí, però durant el robatori serà presa com a ostatge i posteriorment matada per Gandía.
- Daniel Ramos / Denver (parts 1-5), interpretat per Jaime Lorente
Fill de Moscou, va créixer sense una gran educació, seguint els passos del seu pare en el camí cap al crim. Se sap que era un traficant de drogues amb tendència a arribar a cops fàcilment. Començarà una relació amb Mónica Gaztambide (després Estocolm), una de les ostatges, després de salvar-li la vida. Es convertirà en el pare adoptiu de Mónica i el fill d’Arturo, Cincinnati.
- Mónica Gaztambide / Stockholm (parts 1-5), interpretada per Esther Acebo.
Secretària d'Arturo Román, de qui també és amant. Porta al seu fill al seu ventre, que decideix mantenir gràcies a les paraules de Denver que es converteix en el seu pare adoptiu. Durant la sèrie estableix una relació amorosa amb Denver i després adopta el seu nou sobrenom, que deriva de la síndrome d’Estocolm. Durant la cinquena part, després de la rebel·lió del seu antic amant i altres ostatges, agafarà Arturo per sorpresa, disparant-lo i, pel que sembla, el matarà. Després de l'episodi, estarà perseguit per estranyes visions sobre Arturo i prendrà medicaments per calmar-se.
- Arturo Román (parts 1-5), interpretat per Enrique Arce.
És el director de la Casa de la Moneda Estatal. Sovint intenta manipular altres ostatges per trobar una ruta d’escapament al seu lloc. Després del robatori de Mint es converteix en una figura pública: decideix explotar la notorietat obtinguda del robatori per parlar als teatres, a la televisió i a les xarxes socials i animar la gent. Durant la quarta part, és brutalment agredit per Denver, per ser matat (pel que sembla) pel seu ex-amant. És el pare natural del fill de Mónica i Denver: Cincinnati.
- Alison Parker (parts 1-2), interpretada per María Pedraza.
Filla enginyosa de l'ambaixador del Regne Unit, íntima amiga de la reina Isabel II. És un dels ostatges més importants dels lladres amb qui, a través del professor, aconsegueixen negociar amb l’inspectora Murillo.
- Mirko Dragic / Helsinki (parts 1-5), interpretat per Darko Perić.
És un ex-soldat serbi homosexual, company de cel·la del seu cosí Oslo, amb una ànima suau. Tot i que no és metge, per experiències passades al camp de batalla ha après a cuidar els seus companys, tractant ferides de bala o infeccions. Patirà molt la pèrdua d’Oslo i Nairobi, però Palerm l’ajudarà a curar-se del dolor.
- Radko Dragic / Oslo (parts 1-2, guest star parts 3-4), interpretat per Roberto García.
És un dels lladres, un militar serbi, el segon estranger, cosí d’Hèlsinki. Es queda atordit pels ostatges dirigits per Arturo al final de la primera part, que pateix una lesió al cap. Al principi de la segona part, però, serà ofegat per Hèlsinki per tal de posar fi al seu patiment.
- Bogotà (parts 3-5) interpretat per Hovik Keuchkerian.
Soldador i atracador professional, té set fills a tot el món, és un nou membre de la banda reclutada pel robatori al Banc d’Espanya.
- Martín Berrote / L'enginyer / Palermo (parts 3-5), interpretat per Rodrigo de la Serna.
Un amic íntim de Berlín, de qui està enamorat secretament i de qui va organitzar el pla per al robatori del Banc d’Espanya abans de procedir al cop a la Casa de Moneda. Durant el robatori al banc d'Espanya, es convertirà en el nou cap del grup, succeint a l'estimat Berlín.
- Alicia Sierra (parts 3-5) interpretada per Najwa Nimri.
És la despietada inspectora de policia que s'ocupa de les negociacions durant el robatori al Banc d’Espanya. Després de ser caçada i vilipendiada pel coronel Tamayo, començarà les investigacions tota sola, trobant l’amagatall del professor i lligant-lo amb cadenes. El mateix destí també passarà per Marsella i Benjamin, però llavors les seves aigües trencaran i haurà d’alliberar les tres, perquè la puguin ajudar amb el part. Donarà a llum una nena, a qui anomenarà Victoria.
- Jakov / Marsella (recurrent part 3, regular parts 4-5) interpretat per Luka Peroš.
Membre de la banda situada fora del Banc d’Espanya, exsoldat extremadament defensor dels drets dels animals, que posa en contacte el professor amb els negociadors mitjançant l’ajut de telèfons mòbils antics sense internet i GPS.
- Julia / Manila (recurrent part 3, regular parts 4-5), interpretada per Belén Cuesta.
Aparentment, només una ostatge, en realitat és una infiltrada de bandes durant el robatori del Banc d'Espanya. És un amic de la infància de Denver, que més tard es va convertir en una nena transgènere i fillola de Moscou. El seu pare Benjamin i Mosca eren amics íntims. Sempre s'ha enamorat de Denver.
- César Gandía (recurrent part 3, regular parts 4-5), interpretat per José Manuel Poga.
És el cap de seguretat del Banc d’Espanya i qui, un cop alliberat com a ostatge de Palerm, desencadenarà el pànic a l’interior de l'edifici, fins i tot arribant a executar Nairobi. A més de la seva proverbial preparació i astúcia tàctica, també és un home extremadament cruel. Al final del cinquè episodi de la part 5, el matarà Tokyo, que actuarà com un kamikaze amb les seves magranes.

### Secundari
Amb la intervenció de:
- Juan Fernández - Coronel Prieto
- Fernando Soto - Ángel Rubio
- Anna Gras - Mercedes Colmenar
- Mario de la Rosa - Suárez
- Miquel García Borda - Alberto Vicuña
- Fran Morcillo - Pablo Ruiz
- Naia Guz - Paula Vicuña
- Clara Alvarado - Ariadna Cascales
- Roberto García - Dimitri Mostovói «Oslo»

Amb la col·laboració de:
- Julia Otero (Episodi 1)
- Cristina Saavedra (Episodi 2; Episodi 5 - Episodi 7; Episodi 9 - Episodi 12)
- Mercedes Pasqua (Episodi 5)
- Susanna Griso (Episodi 6)
- Alfonso Egea (Episodi 6)
- Nacho Abad (Episodi 6)
- Cristina Pardo (Episodi 12)

## Producció

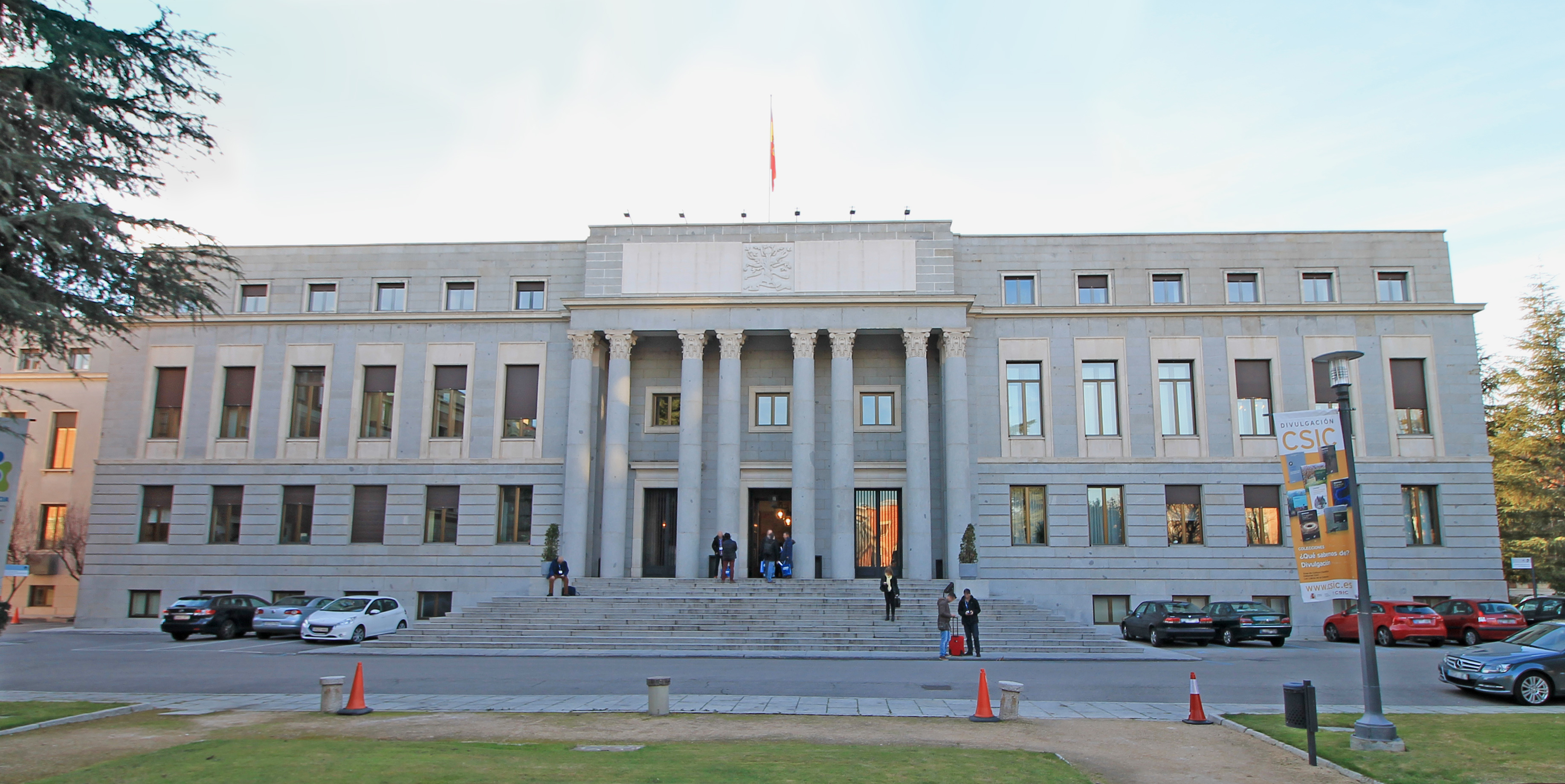
La seu del Consell Superior d'Investigacions Científiques, principal lloc de rodatge de les parts 1 i 2 de la sèrie.

Les parts 1 i 2 es van rodar de forma consecutiva en la Comunitat de Madrid des del gener fins a l'agost de 2017. L'episodi pilot es va gravar en 26 dies, mentre que la resta d'episodis van tenir uns 14 dies de rodatge, la producció es va dividir en dos equips per estalviar temps, un dels quals va rodar les escenes on participaven el professor i la policia, i l'altra les escenes amb els atracadors. L'argument principal es desenvolupa en la Fábrica Nacional de Moneda i Timbre de Madrid, però les escenes exteriors es van rodar a la seu del Consell Superior d'Investigacions Científiques (CSIC) per la seva semblança amb la Casa de la Moneda, i en la terrat de l'Escola Tècnica Superior d'Enginyers Aeronàutics, pertanyent a la Universitat Politècnica de Madrid. La finca de caça en què els lladres planegen el cop es va rodar a la Finca del Gasco, a Torrelodones. El rodatge d'interiors es va realitzar en els antics platós de Vis a vis, a Colmenar Viejo i en el diari ABC, a Torrejón de Ardoz, per a les escenes de la impremta. Com la sèrie havia sigut concebuda com de curta durada, tots els platós van ser destruïts un cop finalitzada la producció de la segona part.

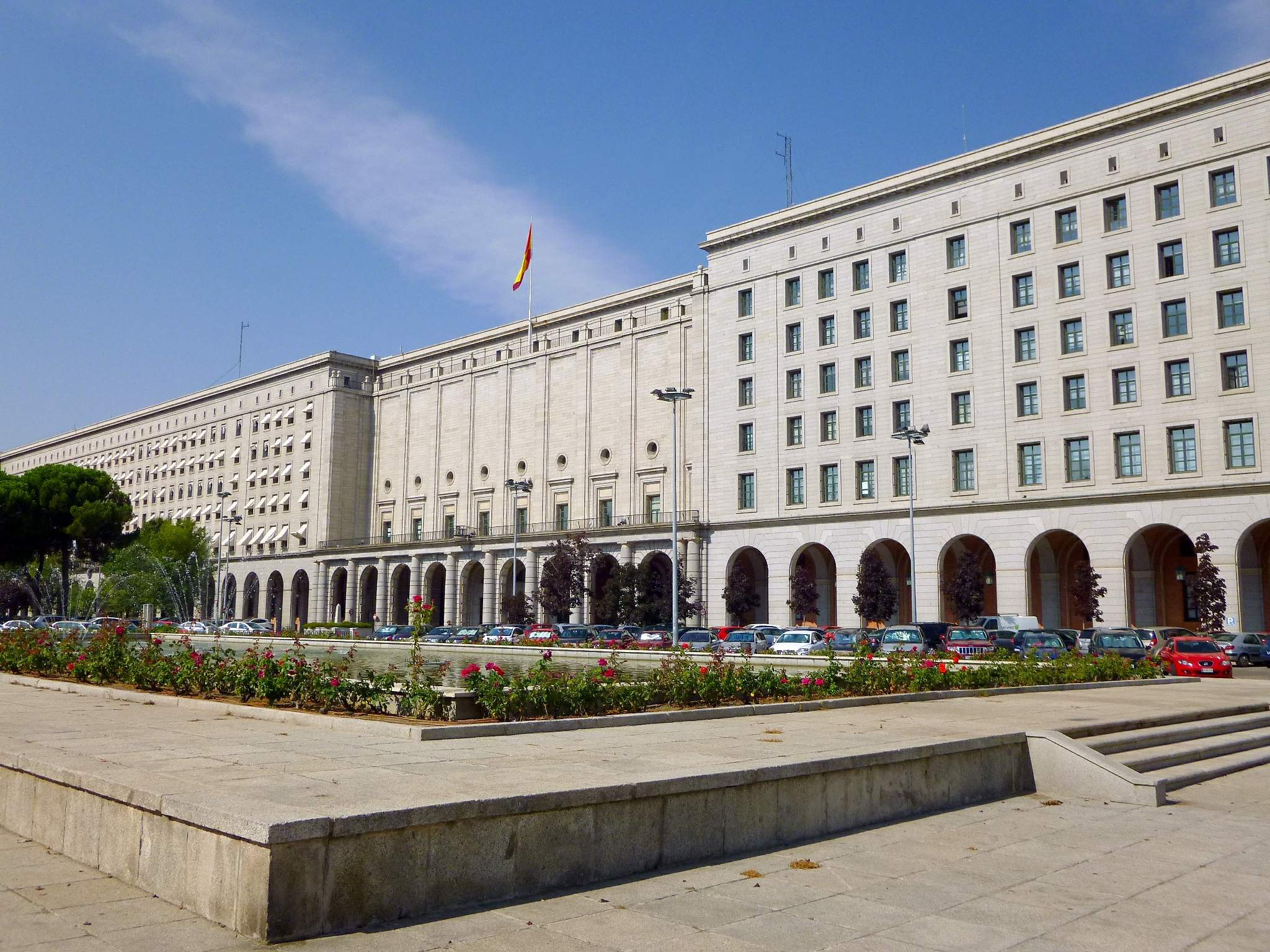
Els Nuevos Ministerios, principal lloc de rodatge de la tercera i quarta part de la sèrie

Les parts 3 i 4 també es van rodar de forma consecutiva, amb entre 21 i 23 dies de rodatge per episodi. Netflix va anunciar l'inici del rodatge el 25 d'octubre de 2018, i el rodatge de la part 4 va finalitzar l'agost del 2019. El 2018, Netflix havia obert el seu primer centre de producció europeu a Tres Cantos, prop de Madrid, per a les produccions noves i existents de Netflix; el rodatge principal es va traslladar allà, a un plató tres vegades més gran que l'utilitzat per a les parts 1 i 2. L'argument principal es desenvolupa en el Banc d'Espanya a Madrid, però els exteriors es van rodar en el complex Nuevos Ministerios del Ministeri de Foment. Una escena en la qual els diners cauen del cel es va rodar a la plaça del Callao. l'Ermita de San Frutos a Carrascal del Río va servir com exterior del monestir italià on els lladres planegen l'atracament. Les escenes de l'autocaravana del Professor i de Lisboa es van rodar a les desertes platges de las Salines, a Almeria, per fer sentir al públic que els personatges estan fora de perill de la policia, tot i que al principi no es revela la seva ubicació exacta. Les escenes submarines a l'interior de la cambra cuirassada es van rodar en els estudis Pinewood, al Regne Unit. El començament de la tercera part també es va rodar a Tailàndia, a les illes Kuna Yala de Panamà i a Florència (Itàlia), el que va ajudar a contrarestar la sensació de claustrofòbia de les dues primeres parts, però també va ser una expressió de la repercussió global de la trama. El rodatge de la cinquena i última temporada va concloure el 14 de maig de 2021.

## Emissió i llançament

### Emissió original
La primera part es va emetre al canal de televisió espanyol Antena 3 en la franja horària dels dimecres a les 22:40 hores des del 2 de maig de 2017 fins al 27 de juny de 2017. La segona part es va moure a la franja horària dels dilluns a les 22:40 hores i es va emetre des del 16 d'octubre de 2017 fins al 23 de novembre de 2017, reduint fins a 15 els 18 o 21 episodis previstos inicialment. Com la sèrie es va desenvolupar pensant en el prime time de la televisió espanyola, els episodis tenien una durada d'uns 70 minuts, com és habitual a la televisió espanyola als cinc primers episodis de la primera part els va seguir 1 aftershow titulat Tercer Grado.

## Episodis
| Temporada | Temporada | Episodis | Episodis              | Estrena               | Final                  | Cadena   |
| --------- | --------- | -------- | --------------------- | --------------------- | ---------------------- | -------- |
|           | 1         | 9        | 9                     | 2 de maig de 2017     | 27 de juny de 2017     | Antena 3 |
|           | 2         | 6        | 6                     | 16 d'octubre de 2017  | 23 de novembre de 2017 | Antena 3 |
|           | 3         | 8        | 8                     | 19 de juliol de 2019  | 19 de juliol de 2019   | Netflix  |
|           | 4         | 8        | 8                     | 3 d'abril de 2020     | 3 d'abril de 2020      | Netflix  |
|           | 5         | 10       | 5                     | 3 de setembre de 2021 | 3 de setembre de 2021  | Netflix  |
| 5         | 5         | 10       | 3 de desembre de 2021 | 3 de desembre de 2021 |                        | Netflix  |

### 1a temporada (2017)
| Núm. total | No. in part | Títol                         | Direcció           | Guió | Data d'emissió original | Espectadors Spain (milions) |
| ---------- | ----------- | ----------------------------- | ------------------ | --- | ----------------------- | --------------------------- |
| 1          | 1           | «Efectuar lo acordado»        | Jesús Colmenar     | Álex Pina & Esther Martínez Lobato                                                                           | 2 de maig de 2017       | 4.09                        |
| 2          | 2           | «Imprudencias letales»        | Miguel Ángel Vivas | Álex Pina, Esther Martínez Lobato, Javier Gómez Santander, Pablo Roa, Fernando Sancristóbal & David Barrocal | 9 de maig de 2017       | 3.04                        |
| 3          | 3           | «Errar al disparar»           | Álex Rodrigo       | Álex Pina, Esther Martínez Lobato & David Barrocal                                                           | 16 de maig de 2017      | 2.64                        |
| 4          | 4           | «Caballo de Troya»            | Alejandro Bazzano  | Álex Pina, Esther Martínez Lobato, Javier Gómez Santander, Pablo Roa, Fernando Sancristóbal & David Barrocal | 23 de maig de 2017      | 2.65                        |
| 5          | 5           | «El día de la marmota»        | Jesús Colmenar     | Álex Pina, Esther Martínez Lobato, Javier Gómez Santander, Pablo Roa, Fernando Sancristóbal & David Barrocal | 30 de maig de 2017      | 2.36                        |
| 6          | 6           | «La cálida Guerra Fría»       | Miguel Ángel Vivas | Álex Pina, Esther Martínez Lobato, Javier Gómez Santander & Fernando Sancristóbal                            | 6 de juny de 2017       | 2.47                        |
| 7          | 7           | «Refrigerada inestabilidad»   | Álex Rodrigo       | Álex Pina, Esther Martínez Lobato, Pablo Roa & Esther Morales                                                | 13 de juny de 2017      | 2.42                        |
| 8          | 8           | «Tú lo has buscado»           | Alejandro Bazzano  | Álex Pina, Esther Martínez Lobato, Javier Gómez Santander, Pablo Roa & Fernando Sancristóbal                 | 20 de juny de 2017      | 2.07                        |
| 9          | 9           | «El que la sigue la consigue» | Jesús Colmenar     | Álex Pina, Esther Martínez Lobato, Javier Gómez Santander, Pablo Roa, Fernando Sancristóbal & Esther Morales | 27 de juny de 2017      | 2.19                        |

### 2a temporada (2017)
| Núm. total | No. in part | Títol                      | Direcció                      | Guió | Data d'emissió original | Espectadors Spain (milions) |
| ---------- | ----------- | -------------------------- | ----------------------------- | --- | ----------------------- | --------------------------- |
| 10         | 1           | «Se acabaron las máscaras» | Álex Rodrigo                  | Álex Pina, Esther Martínez Lobato, Javier Gómez Santander, Pablo Roa, Fernando Sancristóbal & Esther Morales                 | 16 d'octubre de 2017    | 1.99                        |
| 11         | 2           | «La cabeza del plan»       | Alejandro Bazzano             | Álex Pina, Esther Martínez Lobato, Javier Gómez Santander, Pablo Roa, Fernando Sancristóbal, Esther Morales & David Barrocal | 23 d'octubre de 2017    | 1.73                        |
| 12         | 3           | «Cuestión de eficacia»     | Javier Quintas                | Álex Pina, Esther Martínez Lobato, Javier Gómez Santander, Pablo Roa, Fernando Sancristóbal, Esther Morales & David Barrocal | 2 de novembre de 2017   | 1.57                        |
| 13         | 4           | «¿Qué hemos hecho?»        | Jesús Colmenar & Alex Rodrigo | Álex Pina, Esther Martínez Lobato, Javier Gómez Santander, Pablo Roa, Fernando Sancristóbal & David Barrocal                 | 9 de novembre de 2017   | 1.53                        |
| 14         | 5           | «A contrarreloj»           | Alejandro Bazzano             | Álex Pina, Esther Martínez Lobato, Javier Gómez Santander, Pablo Roa, Fernando Sancristóbal & David Barrocal                 | 16 de novembre de 2017  | 1.48                        |
| 15         | 6           | «Bella ciao»               | Jesús Colmenar & Alex Rodrigo | Álex Pina, Esther Martínez Lobato, Javier Gómez Santander, Pablo Roa, Fernando Sancristóbal, Esther Morales & David Barrocal | 23 de novembre de 2017  | 1.80                        |

### 3a temporada (2019)
| Núm. total | No. in part | Títol                         | Direcció       | Guió | Data d'estrena original |
| ---------- | ----------- | ----------------------------- | -------------- | --- | ----------------------- |
| 16         | 1           | «Hemos vuelto»                | Jesús Colmenar | Álex Pina, Javier Gómez Santander                                                                          | 19 de juliol de 2019    |
| 17         | 2           | «Aikido»                      | Jesús Colmenar | Álex Pina, Javier Gómez Santander, Juan Salvador López, Luis Moya, Alberto Úcar, David Barrocal            | 19 de juliol de 2019    |
| 18         | 3           | «48 metros bajo el suelo»     | Jesús Colmenar | Álex Pina, Javier Gómez Santander, Juan Salvador López, Luis Moya                                          | 19 de juliol de 2019    |
| 19         | 4           | «Bum, bum, ciao»              | Koldo Serra    | Javier Gómez Santander, Álex Pina, Juan Salvador López, Luis Moya, Esther Martínez Lobato                  | 19 de juliol de 2019    |
| 20         | 5           | «Las cajas rojas»             | Koldo Serra    | Javier Gómez Santander, Álex Pina, Juan Salvador López, Luis Moya                                          | 19 de juliol de 2019    |
| 21         | 6           | «Todo pareció insignificante» | Álex Rodrigo   | Javier Gómez Santander, Álex Pina, Juan Salvador López, Luis Moya, Ana Boyero                              | 19 de juliol de 2019    |
| 22         | 7           | «Pequeñas vacaciones»         | Álex Rodrigo   | Javier Gómez Santander, Álex Pina, Almudena Ramírez-Pantanella, Ana Boyero, Juan Salvador López, Luis Moya | 19 de juliol de 2019    |
| 23         | 8           | «La deriva»                   | Jesús Colmenar | Javier Gómez Santander, Álex Pina, Almudena Ramírez-Pantanella, Emilio Díez, Luis Moya                     | 19 de juliol de 2019    |

### 4a temporada (2020)
| Núm. total | No. in part | Títol                 | Direcció                  | Guió                                                    | Data d'estrena original |
| ---------- | ----------- | --------------------- | ------------------------- | ------------------------------------------------------- | ----------------------- |
| 24         | 1           | «Game Over»           | Koldo Serra               | Esther Morales, Ana Boyero, Jaun Salvador López         | 3 d'abril de 2020       |
| 25         | 2           | «La boda de Berlín»   | Javier Quintas            | Ana Boyero, Jaun Salvador López, Emilio Díez, Luis Moya | 3 d'abril de 2020       |
| 26         | 3           | «Lección de anatomía» | Álex Rodrigo              | Ana Boyero, Jaun Salvador López                         | 3 d'abril de 2020       |
| 27         | 4           | «Suspiros de España»  | Jesús Colmenar            | Emilio Díez, Luis Moya                                  | 3 d'abril de 2020       |
| 28         | 5           | «5 minutos antes»     | Koldo Serra, Álex Rodrigo | Ana Boyero, Jaun Salvador López, Emilio Díez, Luis Moya | 3 d'abril de 2020       |
| 29         | 6           | «KO técnico»          | Javier Quintas            | Esther Martínez Lobato, Emilio Díez, Luis Moya          | 3 d'abril de 2020       |
| 30         | 7           | «Tumbar la carpa»     | Koldo Serra               | Emilio Díez, Luis Moya, Ana Boyero, Jaun Salvador López | 3 d'abril de 2020       |
| 31         | 8           | «Plan París»          | Jesús Colmenar            | Ana Boyero, Emilio Díez, Luis Moya, Jaun Salvador López | 3 d'abril de 2020       |

### 5a temporada (2021)
| Volum 1 |    |                               |                               | |                       |
| 32      | 1  | «El final del camino»         | Jesus Colmenar i Kolda Serra  | Juan Savador López, Javier Gómez Santander i Álex Pina                                                                 | 3 de setembre de 2021 |
| 33      | 2  | «¿Crees en la reencarnación?» | Jesus Colmenar                | Juan Savador López, Javier Gómez Santander i Álex Pina                                                                 | 3 de setembre de 2021 |
| 34      | 3  | «El espectáculo de la vida»   | Kolda Serra                   | Juanjo Ramírez Mascaró, Juan Savador López, Javier Gómez Santander i Álex Pina                                         | 3 de setembre de 2021 |
| 35      | 4  | «Tu sitio en el cielo»        | Álex Rodrigo i Jesús Colmenar | Juanjo Ramírez Mascaró, Juan Savador López, Javier Gómez Santander i Álex Pina                                         | 3 de setembre de 2021 |
| 36      | 5  | «Vivir muchas vidas»          | Jesús Colmenar i Koldo Serra  | Juanjo Ramírez Mascaró, Juan Savador López, David Barrocal, Esther Martínez Lobato, Javier Gómez Santander i Álex Pina | 3 de setembre de 2021 |
| Volum 2 |    |                               |                               | |                       |
| 37      | 6  | «Válvulas de escape»          | Sense determinar              | Sense determinar | 3 de desembre de 2021 |
| 38      | 7  | «Ciencia ilusionada»          | Sense determinar              | Sense determinar | 3 de desembre de 2021 |
| 39      | 8  | «La teoría de la elegancia»   | Sense determinar              | Sense determinar | 3 de desembre de 2021 |
| 40      | 9  | «Lo que se habla en la cama»  | Sense determinar              | Sense determinar | 3 de desembre de 2021 |
| 41      | 10 | «Una tradición familiar»      | Sense determinar              | Sense determinar | 3 de desembre de 2021 |

## Premis i nominacions

### Premis Feroz
| Any  | Categoria                              | Nominats         | Resultat |
| ---- | -------------------------------------- | ---------------- | -------- |
| 2017 | Millor sèrie dramàtica                 | La casa de papel | Nominada |
| 2017 | Millor actor protagonista d'una sèrie  | Álvaro Morte     | Nominada |
| 2017 | Millor actriu protagonista d'una sèrie | Úrsula Corberó   | Nominada |
| 2017 | Millor actor secundari d'una sèrie     | Paco Tous        | Nominada |
| 2017 | Millor actriu secundària d'una sèrie   | Alba Flores      | Nominada |

### Premis Iris
| Edició | Categoria        | Nominats | Resultat      |
| ------ | ---------------- | --- | ------------- |
| 2017   | Millor Guió      | Alex Pina, Esther Martínez Lobato, David Barrocal, Pablo Roa, Esther Morales, Fernando Sancristóbal i Javier Gómez Santander | Guanyadors/es |
| 2018   | Millor Actriu    | Úrsula Corberó | Guanyadora    |
| 2019   | Millor ficció    | La casa de papel | Nominat       |
| 2019   | Millor actor     | Álvaro Morte | Guanyador     |
| 2019   | Millor actriu    | Alba Flores | Guanyadora    |
| 2019   | Millor direcció  | - | Guanyadors    |
| 2019   | Millor producció | Cristina López Ferrar | Guanyadora    |
| 2020   | Millor ficció    | La casa de papel | Nominat       |
| 2020   | Millor guió      | Álex Pina i Javier Goìmez Santander                                                                                          | Nominat       |
| 2020   | Millor producció | - | Nominat       |

### Premis MiM Sèries
| Any  | Categoria       | Nominats                                                             | Resultat   |
| ---- | --------------- | -------------------------------------------------------------------- | ---------- |
| 2017 | Millor Direcció | Jesús Colmenar, Alejandro Bazzano, Miguel Ángel Vivas i Alex Rodrigo | Guanyadora |

### FesTValde Televisión y Radios de Vitoria 2017
| Any  | Categoria                      | Nominats                                                             | Resultat   |
| ---- | ------------------------------ | -------------------------------------------------------------------- | ---------- |
| 2017 | Millor Direcció de Ficció      | Jesús Colmenar, Alejandro Bazzano, Miguel Ángel Vivas y Alex Rodrigo | Guanyadora |
| 2017 | Millor Ficció (per la crítica) | La casa de papel                                                     | Guanyadora |

### Premis de la Unió d'Actors
| Any  | Categoria                                | Nominats      | Resultat  |
| ---- | ---------------------------------------- | ------------- | --------- |
| 2018 | Millor actor secundari de televisió      | Pedro Alonso  | Guanyador |
| 2018 | Millor actriu secundària de televisió    | Alba Flores   | Nominada  |
| 2018 | Millor actor protagonista de televisió   | Álvaro Morte  | Nominat   |
| 2018 | Millor actor de repartiment de televisió | Jaime Lorente | Nominat   |
| 2018 | Millor actriu revelació                  | Esther Acebo  | Nominada  |
| 2019 | Millor actriu protagonista de televisió  | Alba Flores   | Nominada  |
| 2019 | Millor actor de repartiment de televisió | Fernando Cayo | Guanyador |

### Premis Emmy Internacionals
| Any  | Categoria    | Nominats         | Resultat  |
| ---- | ------------ | ---------------- | --------- |
| 2018 | Millor drama | La casa de papel | Guanyador |

### Premi Iberoamericà de Cine Fènix
| Any  | Categoria    | Nominats         | Resultat   |
| ---- | ------------ | ---------------- | ---------- |
| 2018 | Millor sèrie | La casa de papel | Guanyadora |